# Liza dumerili

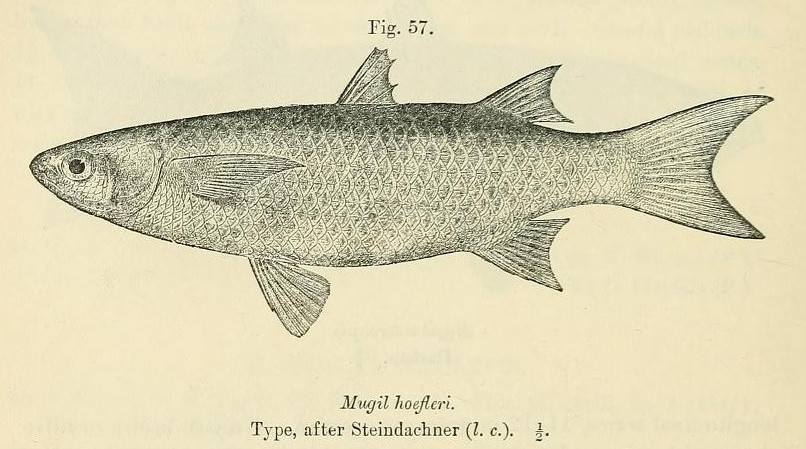
Espècimen de Liza dumerili.

 Liza dumerili és un peix teleosti de la família dels mugílids i de l'ordre dels perciformes.

## Morfologia
Pot arribar als 40 cm de llargària total.

## Distribució geogràfica
Es troba a les costes de l'Atlàntic oriental (des de Mauritània fins a Sud-àfrica) i a les de l'oceà Índic occidental (des de Moçambic fins a Sud-àfrica).